# 福島県立博物館
福島県立博物館（ふくしまけんりつはくぶつかん、Fukushima Museum）は、福島県会津若松市城東町にある県立の博物館である。鶴ヶ城公園内の会津若松城に隣接した場所に1986年（昭和61年）に開館した。指定管理者によることなく、県直営により運営されている。
福島県の古代から現代までの歴史、民俗資料、自然資料を大規模に陳列展示している。2020年現在の館長は鈴木晶。

## 施設利用
- 開館時間 ： 9:30〜17:00 （※最終入館は16：30まで）
- 休館日 ： 毎週月曜日。月曜日が祝日または振替休日にあたる場合は翌日火曜日を休館日。
- 入館料（括弧内は20名以上の団体） 
小・中・高校生 ： 無料
一般・大学生： 280円（220円）

　※展示室以外を利用するための入館は無料。
企画展観覧料は、内容に応じて別途設定される。

## 交通
- JR会津若松駅より約3km
- 病院循環バス「ひまわりくん」にて県立病院前下車　徒歩5分
- まちなか周遊バス「ハイカラさん」「あかべぇ」にて鶴ヶ城三の丸口下車すぐ

　　ただし、朝・夕の通勤・通学対応便の場合は、鶴ヶ城北口下車 